# Битва при Бейсані (1516)
 Битва при Бейсані  відбулась 25 грудня 1516 року біля міст Хан-Юніс і Бейсан у Палестині, ставши однією з найважливіших битв Османсько-мамелюкської війни 1516—1517 років.

## Передумови
1516 року турецький султан Селім I Грізний напав на державу мамелюків. У битві на рівнині Мардж Дабік Османська армія здобула вирішальну перемогу над військами мамелюків, а султан Єгипту Кансух аль-Гаурі загинув у тій битві. Після його смерті султаном став його племінник Туман-бай II аль-Ашраф, який до того був намісником у Єгипті. Туман-бай був енергійним правителем і невдовзі зібрав велике військо. Він зібрав уцілілі мамелюкські загони, заручився підтримкою бедуїнських шейхів та почав виготовляти гармати, зарахував до своєї армії шість тисяч чорношкірих рабів, звільнив з в'язниць злодіїв і роздав зброю багатим містянам. Туман-бай зміг зібрати під своїм командуванням до 40 тисяч осіб, у тому числі 20 тисяч мамелюків і бедуїнів. Тим часом Селім I, практично не зустрічаючи спротиву, зайняв Сирію та більшу частину Палестини. Армія османів вирушила на Єгипет.
25 грудня 1516 року 10-тисячний мамелюкський авангард під командуванням колишнього намісника Дамаска Джанберді аль-Газалі наштовхнувся на авангард турків-османів під проводом Хадима Сінана-паші.

## Перебіг битви
Помітивши авангард мамелюків, турки завдали по ньому масованого удару своєю кіннотою та яничарами. Сучасники відзначали ефективний спосіб боротьби з кіннотою, що застосували у тій битві османи: піші яничари кидали мотузки з гаками на кінці під копита коней мамелюків, скидаючи їх таким чином з коней та добиваючи на землі. Мамелюки не витримали натиску та почали тікати, зазнавши при цьому значних втрат. Бедуїнські племена атакували загони мамелюків, що тікали з південної Палестини, як і армію Селіма, якій вони не бажали підкорятись. Зрештою, вожді бедуїнських племен визнали владу османського султана, і шлях на Каїр було відкрито. Полководець мамелюків Джанберді аль-Газалі утік разом зі своїм військом до Єгипту й у подальшому перейшов на бік османів.

## Наслідки
Шлях на Єгипет був відкритий для армії Селіма. Невдовзі Османські війська перетнули Синайську пустелю й остаточно розбили війська мамелюків битві при Райданіє. 3 лютого 1517 року після запеклих боїв Каїр був узятий турками. Селім I увійшов до міста й 13 квітня 1517 року повісив Туман-бая на брамі Баб Зуейла. На тому династія Бурджитів, що правила з 1382 року припинила своє існування, а Єгипет на триста років увійшов до складу Османської імперії.